# Distretto di Yufeng
Il distretto di Yufeng (鱼峰区S, Yúfēng QūP) è un distretto della Cina, situato nella regione autonoma di Guangxi e amministrato dalla prefettura di Liuzhou.